# 浙江大学水环境研究院
浙江大学水环境研究院是浙江大学的一个独立研究机构，主要从事水科学与环境工程领域的科研。研究院所依托的环境工程学科于2007年成为国家重点学科。“环境科学与工程”一级学科在2003年、2007年全国学位与研究生教育学科评估中综合排名全国第一、第二位，是浙大985工程“农业生物与环境”平台与211工程“资源利用与环境保护”的重点建设学科。
现任院长为陈英旭。

## 研究机构
- 水体污染控制与治理研究中心
- 水处理与回用技术研究所
- 废水生物生态处理技术与工程研究所
- 废物资源化与污染控制研究所
- 环境生态毒理与健康研究所
- 面源污染控制技术研究所
- 环境工程修复研究所

## 研究方向
- 流域水污染控制与湖泊富营养化
- 饮用水安全保障
- 环境污染模拟与控制
- 土壤污染生物修复
- 固体废弃物污染控制与资源化
- 环境生物与生态工程
- 农业面源污染控制与农产品安全
- 环境规划与环境信息技术[1]